# スティーヴ エトウ
スティーヴ エトウ（Steve Eto、本名：衛藤高登、1958年4月20日 - ）は日本で活躍するパーカッショニスト（重金属打楽器奏者）。
活動初期は「スティーヴ衛藤」という表記であったが、現在の正式表記は「スティーヴ エトウ」（「ヴ」と「エ」の間に半角スペース）である。
現在は音楽事務所等に所属しておらず、フリーランスにて活動中。打楽器によるワンマンライブも行っている。

## 略歴
米国ロサンゼルス生まれ、6歳までニューヨークで過ごす。当時の家は、後にジョン・レノンが射殺されることになるダコタ・ハウス（w:The Dakota）からわずか数軒隣りの場所にあった。三人兄弟の次男。父は第二次世界大戦後にアメリカに渡り大活躍した全盲のカリスマ箏曲家衛藤公雄、兄はビクターの宣伝マンとして多くの音楽家を育てた衛藤弘幸、弟は和太鼓奏者レナード衛藤。
両親ともに日本人であるが、アメリカ合衆国生まれの為、現在アメリカ国籍を有している。自身のブログに屡々ビザに関するネタを投稿している。弟のレナードもアメリカ国籍である。
早稲田大学系属早稲田実業学校高等部、早稲田大学出身。高校時代は鎌倉市の極楽寺に在住。高校の同期に小室哲哉、大学の同期にはホッピー神山、サンプラザ中野、聖飢魔IIなど。中学時代は風紀委員長、高校時代は生徒会の書記を務めていた。
高校1年生の時にサンタナを聴いてパーカッションを始める。初めて買った打楽器は渋谷の河合楽器にて14,000円で買ったボンゴ。
西田敏行の「もしもピアノが弾けたなら」ツアーへの参加でプロの音楽家としての活動を開始。
ヤマハのコンテストEastWest'81に出場し、ベストパーカッショニスト賞を獲得。その後ファンキー末吉に誘われ、この大会でグランプリを受賞した爆風銃（バップガン）に加入。PINKを経て、布袋寅泰・COMPLEX・吉川晃司・藤井フミヤなどのサポートメンバーとして活動。後に小泉今日子のライブバックバンドの一員となる。
1998年には自身のアルバム『スティーヴ エトウ』リリース。楽曲のタイトルはすべて小泉今日子により命名された。
三波春夫のツアーに参加した経緯から、2002年新潟県三島郡越路町にできた三波の銅像にはエトウの名も彫られている。
2003年に初めて奄美大島を訪れてから、リゾートではない奄美群島に惹かれ、年に数度訪問、我那覇美奈らと開催している「Dearどぅしでぃあ」などの奄美関連イベントに常連参加しており、奄美の人よりも奄美に詳しいといわれるほどの奄美好き。朝崎郁恵のライブに企画参加もしている。奄美の太鼓「ちぢん」を多数保有。奄美のハブ皮を巻いたオリジナルのドラムスティックを制作し、原ハブ屋奄美公認「はぶ大使」と呼ばれている。
スキンヘッドで、温和な顔立ちのため、映画『一遍上人』では僧侶の役で出演。奈良県などに行くと、実際に僧侶と勘違いされて手を合わされることがあるという。
長らく東京都世田谷区在住だったが、2015年初頭より奈良市在住。2016年より奈良市のならまちでギャラリー工房「太古堂」を営み、店頭にも立つ。また、奈良市周辺での音楽イベントや東大寺など、地元の行事にも広く参加している。

## 演奏スタイル
自らを重金属打楽器奏者と称す通り、従来の打楽器に加えてドラム缶や自動車のバンパーなどを金属管で叩くといった演奏法が特徴。またルーパーを用いた多重のボイスパーカッションやリズムに合わせてグラインダーで火花を散らすといったパフォーマンスも見せる。
PINK時代は普通の打楽器を演奏していたが、吉川晃司のサポートで参加したツアーにて初めてドラム缶を叩き火花を散らすパフォーマンスを披露。このようなスタイルとなったきっかけは、電子ドラム等で音を鳴らしていたが「ゴムを貼った板みたいな物を叩いて派手な音がしても説得力が無いように感じて来て、ならばドラム缶のように『ガシッ』と鳴りそうなモノを叩いた方が絵的にもイイだろう」と考えたことから。ドラム缶は「横山容器工業」で購入しているもの。
映像制作も手掛けており、ソロのライブでは主に自身が制作した映像に合わせて演奏するパフォーマンスを披露している。

## バンド参加
- 爆風銃
- PINK
- DEMI SEMI QUAVER
- PUGS
- 二枚舌
- PANIKARAQS
- SHERBETS
- Elec MAXICO BAND
- THE FOOLS
- バチカンブラザーズ

## ツアー参加
- 西田敏行
- 小泉今日子
- 中原めいこ
- 布袋寅泰
- COMPLEX
- 藤井フミヤ
- 藤井尚之
- 吉川晃司
- 及川光博
- 三波春夫
- 堂本剛
- 渡辺美里
- 大黒摩季
- 三上博史
- 小比類巻かほる
- 電気グルーヴ
- BLANKEY JET CITY
- 城南海
- 平田輝
- 中村佳穂

## 作品

### アルバム
- スティーヴ エトウ（1998年11月1日）
- ALIVE! in 天川（2001年3月22日）
  - レナード衛藤との共作。
- ALIVE!II in YOKOHAMA（2010年）
  - レナード衛藤との共作第二弾。

### マキシシングル
- ローハイド（2000年10月4日）

### アナログ盤
- ローハイド（1999年7月22日）

### ビデオ
- Steve-TV（1998年10月8日）VHSでのリリース。

## 出演

### 映画
- RED SHADOW 赤影（2001年） - 金剛 役
- 蜘蛛の糸（2011年） - 十一面観音菩薩 役
- 一遍上人（2012年） - 念仏坊 役 ※音楽も担当。
- 家（2013年） - 橋本達雄 役 ※音響効果も担当。
- ヨシナカ伝説〜義仲穴（2014年） - 大友能直役 ※音楽も担当。
- おけちみゃく（2018年） - 阿弥陀如来役

### 短編映画
- ドラムマンz バチがもたらす予期せぬ出来事（2015年12月12日 - 2016年1月1日、シネマスコーレ限定公開） - ドラムの神様 役[5]

### テレビ
- 嵐にしやがれ（2011年5月21日）
  - メインゲストの布袋寅泰と共に出演。
  - 番組内で嵐のメンバーとキル・ビルのメインテーマを演奏した。
- おでかけ発見バラエティ かがくdeムチャミタス!（2021年2月21日）